# Список дипломатичних місій Турецької Республіки Північного Кіпру

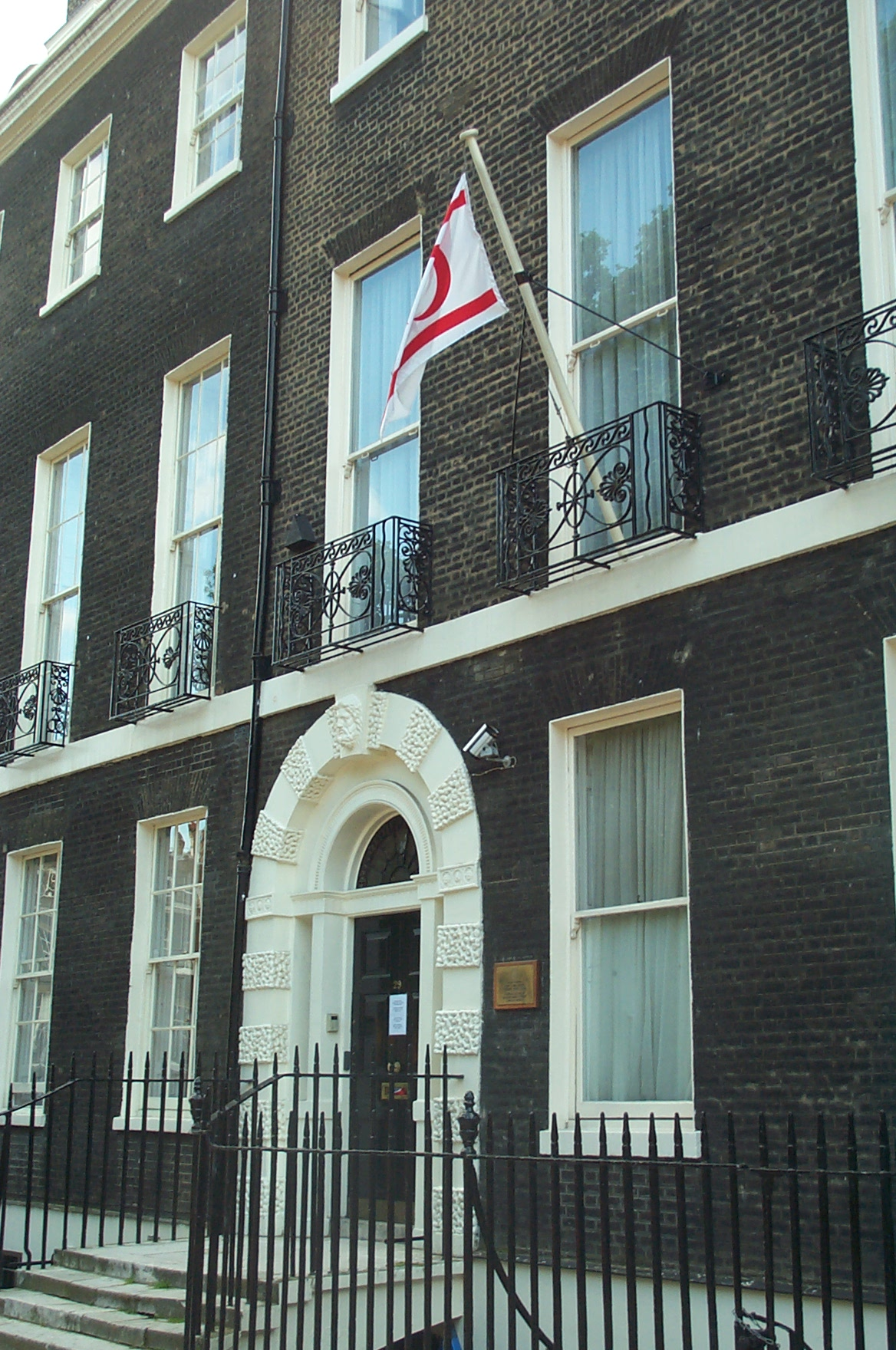
Представництво Турецької Республіки Північного Кіпру

Турецька Республіка Північного Кіпру (ТРПК) визнана лише Туреччиною і Абхазією, і має тільки одне посольство, а також чотири консульства з визнанням де-юре. Проте, влада ТРПК відкрила представництва і в інших країнах, які, незважаючи на юридичний статус, фактично виконують функції посольств.

## Європа
- Азербайджан
  - Баку (Представництво)
- Велика Британія
  - Лондон (Представництво)
- Італія
  - Рим (Представництво)

## Північна Америка
- США
  - Вашингтон (Представництво)

## Азія
- Киргизстан
  - Бішкек (Економічний та туристичний офіс)
- Пакистан
  - Ісламабад (Представництво)
- Катар
  - Доха (Представництво)
- Оман
  - Маскат (Представництво)
- Туреччина
  - Анкара (Посольство)
  - Стамбул (Генеральне консульство)
  - Ізмір (Консульство)
  - Мерсин (Консульство)
- ОАЕ
  - Абу-Дабі (Представництво)